# Pie cavo

Huella de una persona con pie hueco

El pie cavo es una anomalía con el pie arqueado. Las personas con esta condición colocan demasiado peso y esfuerzo sobre el metatarso del pie y talón del pie cuando están de pie o caminando. El desarrollo de esta condición puede suceder a cualquier edad.
El pie cavo puede ser una condición tratable. Contacte a su médico si cree que podría tener pie cavo.

## Causas
El desarrollo de esta alteración puede ser congénito o adquirido, pero también existen casos en que el factor causal no puede ser identificable (pies cavos idiopáticos). Cuando se desarrolla en ambos pies, frecuentemente es de origen congénito, mientras que los casos unilaterales se presentan como consecuencias postraumáticas.
Los factores causales que conllevan a esta deformación son variados, por lo que en muchos casos es difícil establecer el factor desencadenante; sin embargo, se considera que las más destacables son las siguientes:

### Causas neurológicas
Un cambio patológico a nivel nervioso puede conllevar a importantes desbalances musculares que consecuentemente conducen a la deformación del pie.

### Causas traumáticas
En general, variedad de alteración de origen traumático pueden alterar tanto los nervios como los músculos y su interacción en el pie.

### Causas musculoesqueléticas
Todas las causas anteriormente mencionadas pueden conllevar a desbalances musculares de manera directa e indirecta.

## Incidencia y síntomas
La incidencia del pie cavo es bastante menor que la de su opuesto, el pie plano.
A diferencia del pie plano, los pies muy arqueados tienden a presentar dolor, debido a que se ejerce más tensión sobre la sección del pie que queda entre el tobillo y los dedos de los pies (metatarsos). Esta afección dificulta el calzado de zapatos apropiados. Las personas con arcos altos generalmente necesitan un soporte para el pie. Un arco alto puede causar discapacidad.
Los síntomas más comunes del pie cavo son dolor en el pie, especialmente en la zona delantera (metatarsalgia) y en el talón. Debida a la fricción constante con la superficie esas áreas suelen presentar callosidades plantares o durezas. Otra de los síntomas son los dedos en garra o en martillo, que se presentan debido a la retención de los músculos de la zona por la elevación del arco plantar.